# Hans Moser (genet)
Hans Moser   (Thun i Oberdiessbach, 19 de gener de 1901 - Thun, 18 de novembre de 1974) va ser un genet suís que va competir durant la dècades de 1930 i 1940.
El 1936 va prendre part en els Jocs Olímpics de Berlín, on va disputar tres proves del programa d'hípica. En cap d'elles va obtenir posicions d'honor. El 1948, una vegada finalitzada la Segona Guerra Mundial, va disputar els Jocs de Londres, on va guanyar la medalla d'or en la prova de doma individual del programa d'hípica amb el cavall Hummer.